# 김현철 (1901년)
김현철(金顯哲, 1901년 11월 13일 대한제국 한성부 남서 회현방 출생 ~ 1989년 1월 27일 대한민국 서울 송파구 잠실동에서 별세.)은 대한민국의 정치가, 독립운동가, 관료이다. 경성고등공업학교를 나온 그는 이후 미국으로 유학을 떠나 린치버그 대학교, 컬럼비아 대학교와 아메리칸 대학교에서 학위를 받았다. 그는 현대그룹 고문을 맡기도 하였다.

## 생애
대한제국 한성부 남서 회현방(지금의 대한민국 서울 중구 회현동)에서 출생하여 지난날 한때 대한제국 경기도 양주군 백석면에서 잠시 유아기를 보낸 적이 있는 그는 1922년 경성고등공업학교 광산학과를 나온 후 도미 유학, 1927년 미국 린치버그 대학교 경제학과에 입학하여 학사 과정을 마치고 1932년 컬럼비아 대학교 대학원 경제학과에서 석사 학위를 받았다. 이후 1933년에는 아메리칸 대학교 대학원에서 박사 학위를 취득했다.
1933년 대한민국임시정부 구미외교위원부 위원이 되었다. 이후 구미외교위원부 위원으로 재직하고 있다가 귀국, 1953년 기획처 차장, 1955년 농림부 차관, 재무부장관, 1956년 부흥부장관, 1957년 재무부 장관 등을 지냈다. 5.16 군사정변 이후 다시 요직에 등용되어 1962년 경제기획원장관을 지냈다. 그해 7월 10일부터는 5개월간 내각수반을 역임하기도 했다.
김현철은 1964년 1월, 박정희 대통령의 특사로 40개국 친선 방문에 나섰다. 제1기착지로서, 1월 3일 홍콩을 거쳐 타이페이에 도착하였다. 1964년 대통령 고문, 행정개혁위원회 위원장을 지내고 그해 주미한국 대사로 부임하였다. 64~67년 주미한국대사를 지내고 귀국, 1969년 5·16장학회 이사장, 73~79년 헌법위원회 위원, 1980년 국정자문위원회위원에 위촉되었고, 81년 다시 전두환정권에 의해 다시 국정자문위원에 위촉되어 89년까지 국정자문위원 등을 지내고 공직에서 물러났다.

## 기타 이력
1981년 현대그룹 고문 등을 지냈다. 1987년 11월 4일 총리공관에서 열린 만찬에 국무총리 김정렬의 초청을 받았다.

## 상훈
- 수교훈장 광화장
- 국민훈장 무궁화장

## 같이 보기
- 구미위원부
- 이승만
- 박정희